# يوتاكا كانيكو
يوتاكا كانيكو (باليابانية: 金子 豊) (مواليد 16 أكتوبر 1979)، هو لاعب كرة قدم ياباني سابق كان يلعب كلاعب وسط.

## وصلات خارجية
- يوتاكا كانيكو على موقع رابطة كرة القدم اليابانية للمحترفين (اليابانية)